# يوري (لاعب كرة قدم برازيلي)
يوري هو لاعب كرة قدم برازيلي، ولد في 13 أبريل 1996 في ساو باولو في البرازيل. لعب مع Académico de Viseu F.C. ‏.

## وصلات خارجية
- يوري (لاعب كرة قدم برازيلي) على موقع قاعدة بيانات كرة القدم.إي يو (الإنجليزية)